# Малинівка (Чернівецький район)
Мали́нівка — село в Україні, в Новоселицькій міській громаді Чернівецького району Чернівецької області.

## Географія
У селі бере початок річка Глодос, права притока Черлени.

## Історія
За даними на 1859 рік у власницькому селі Малинешти Хотинського повіту Бессарабської губернії, мешкала 577 осіб (294 чоловічої статі та 283 — жіночої), налічувалось 95  дворових господарств, існувала православна церква.
Станом на 1886 рік у власницькому селі Новоселицької волості мешкало 749 осіб, налічувалось 121 дворове господарство, існувала православна церква.
З 24 серпня 1991 року село входить до складу незалежної України.

## Населення
Населення становить 1527 осіб згідно перепису 2001 року.

### Мова
Розподіл населення за рідною мовою за даними перепису 2001 року:
| Мова       | Відсоток |
| ---------- | -------- |
| румунська  | 94,96%   |
| українська | 4,06%    |
| російська  | 0,92%    |
| інші       | 0,06%    |

## Уродженці села
- Тетелюк Ганна Михайлівна — Кавалер ордена Леніна. Народилася 03.02. 1935 р. у с. Малинівка, тепер Новоселицького району. Закінчила курси трактористів при Новоселицькій МТС. Працювала трактористкою в колгоспі с. Малинівка. Була делегатом третього Всесоюзного з'їзду працівників сільського господарства у Москві. Обиралася депутатом сільської і Новоселицької районної рад депутатів трудящих. Нагороджена почесною грамотою ВДНГ, орденами Леніна (1966), Жовтневої революції (1971).

## Світлини

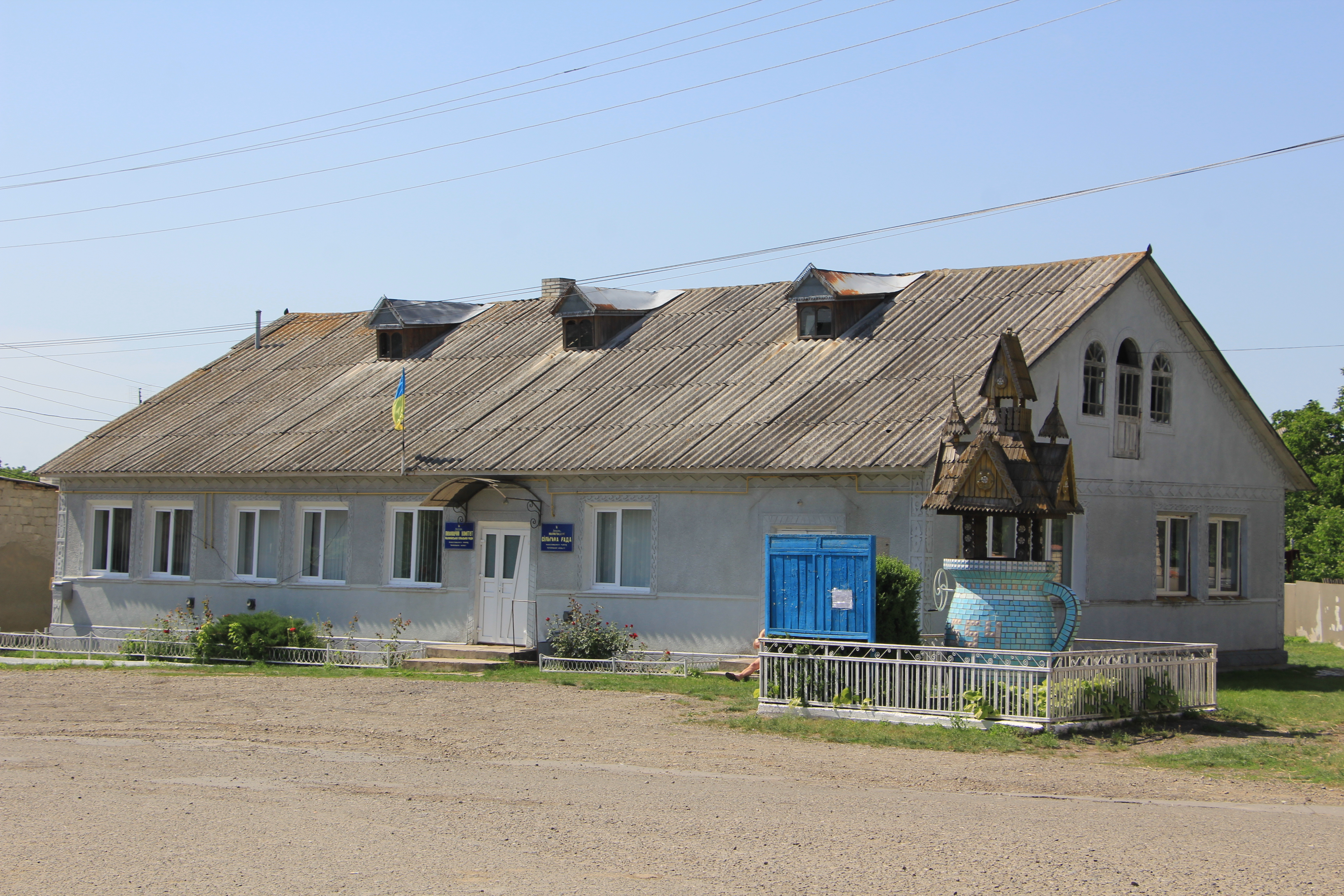
Сільська рада с. Малинівка
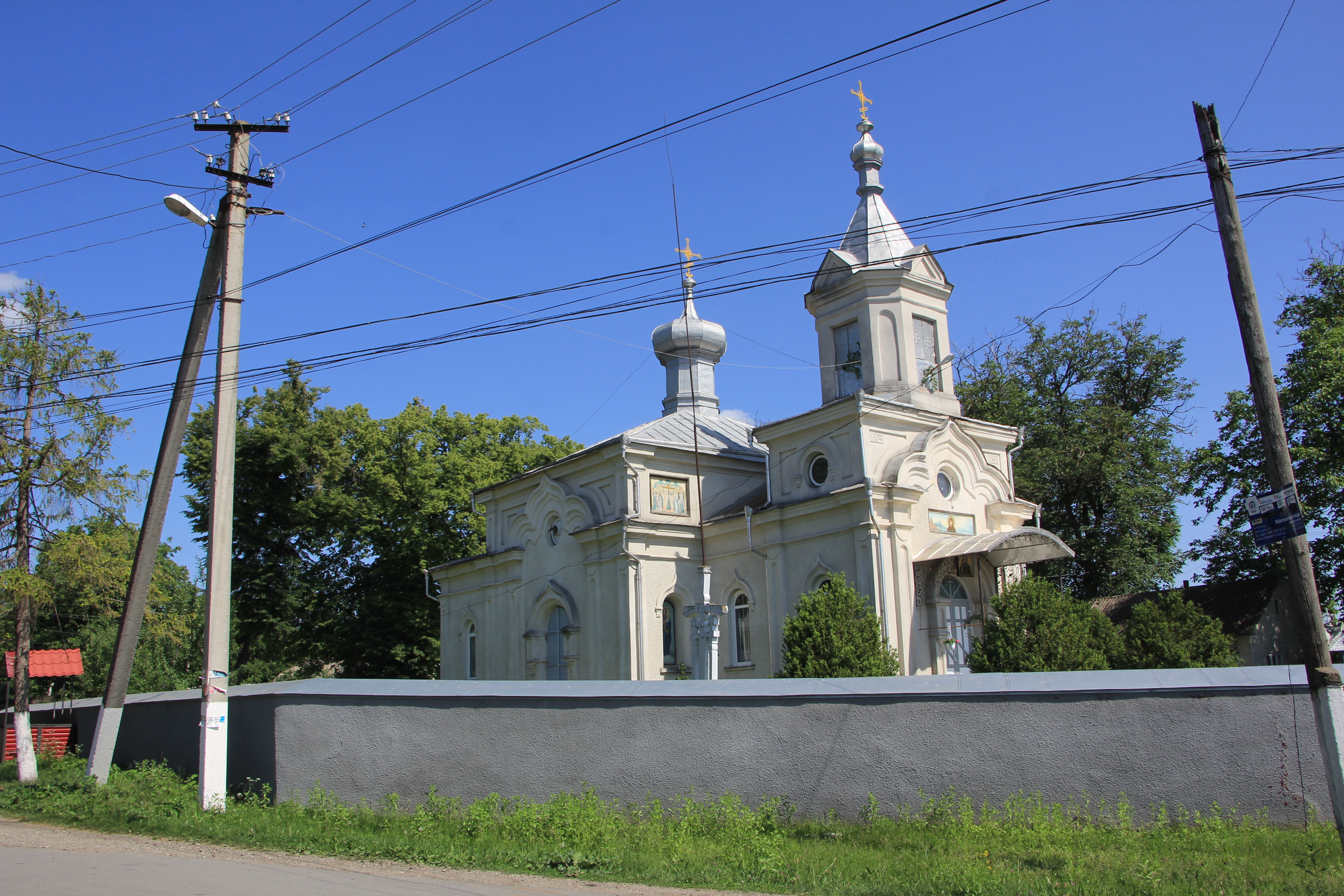
Церква Покрови Пр. Богородиці 1864 с. Малинівка
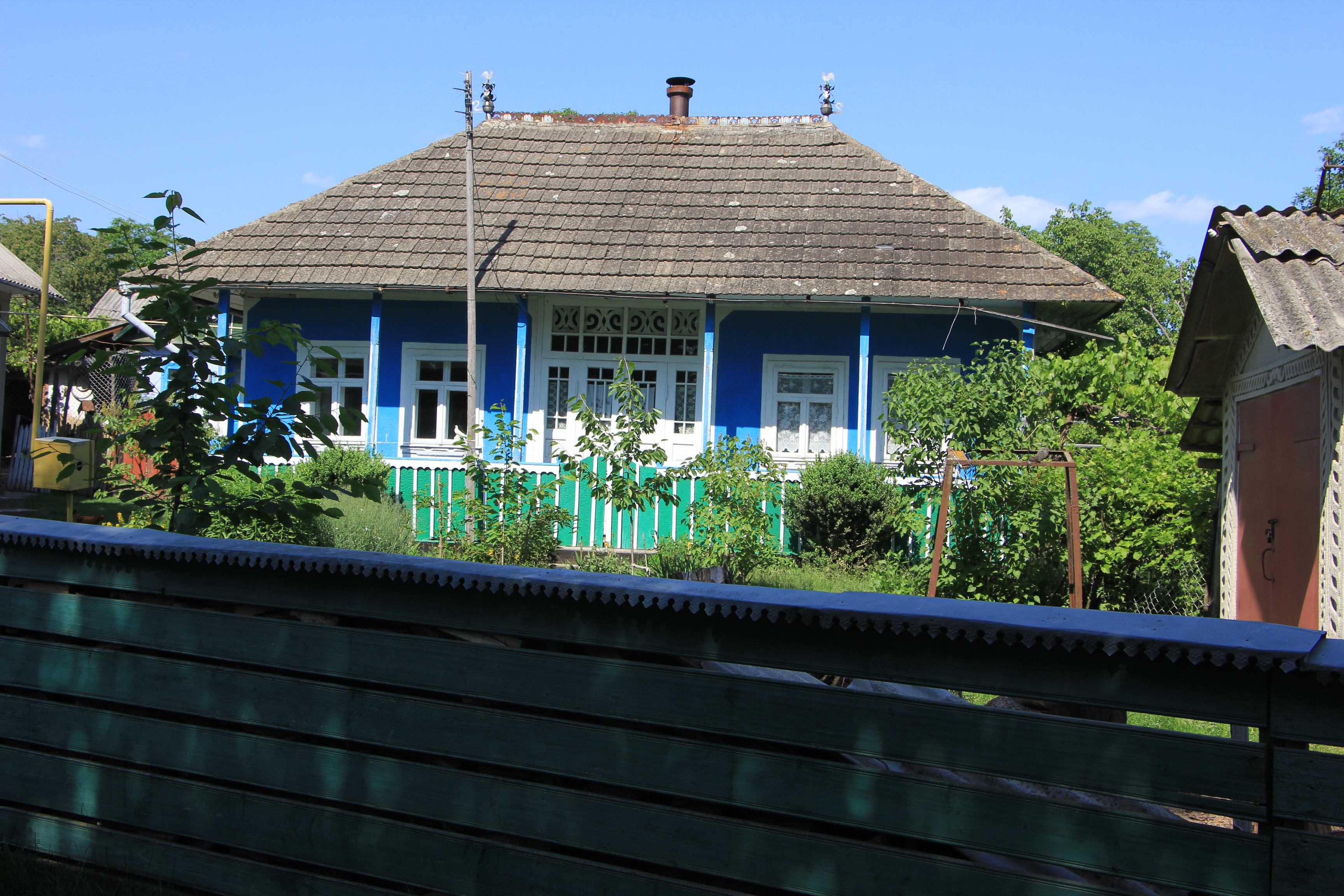
Стара хата в с. Малинівка